# Миллер, Мэри (историк)
Мэри Эллен Миллер (Mary Ellen Miller; род. 30 декабря 1952, Нью-Йорк) — американский историк-искусствовед, специалист по искусству древнего Нового Света, в особенности по древнему мексиканскому и майянскому искусству. Доктор философии (1981) и Стерлингский профессор Йеля (эмерит), где провела почти сорок лет (с 1981 года). Член Американской академии искусств и наук (1994) и Американского философского общества (2021). С 2019 года директор Getty Research Institute.

## Биография
Окончила Принстон (бакалавр, 1975). В Йеле получила степени магистра (1978) и доктора философии (1981).
В том же 1981 году поступила ассистент-профессором туда же, в Йель, достигла должности его Стерлингского профессора истории искусства. Заведовала кафедрой истории искусства, стала первой женщиной-деканом Йельского колледжа (2008—2014) — перед чем почти десять лет возглавляла Saybrook College (1999-2008). Являлась старшим директором IPCH (Institute for the Preservation of Cultural Heritage) Йеля. C 2018 года в отставке, ныне Стерлингский профессор — эмерит; с 2019 года директор Getty Research Institute. Выступала с A. W. Mellon lectures (в 2010), и в 2014—2015 годах чтец Slade Lectures в Кембридже; также читала Distinguished Lecture in Archaeology в честь Нормана Хаммонда. Национальный фелло Phi Beta Kappa (2018). Отмечена Howard Lamar Prize, а также Harwood F. Byrnes/Richard B. Sewall Teaching Prize Йеля (2019).
Автор учебника «Art of Mesoamerica», выдержавшего уже шесть изданий, других книг и публикаций. Среди других книг — The Murals of Bonampak, The Blood of Kings, The Art of Mesoamerica, Maya Art and Architecture, The Gods and Symbols of Ancient Mexico and the Maya, A Pre-Columbian World. Соавтор Саймона Мартина.